# Desertering
Desertering, desertation eller desertion kommer af det franske ord déserter, der betyder at forlade, at lade i stikken, og det latinske ord desertio, der betyder forladen eller svigten. Ordet faneflugt benyttes også om desertation.
En desertør er en, der flygter eller trækker sig tilbage fra en opgave, vedkommende har fået pålagt. Udtrykket bruges som regel i forbindelse med krig, hvor en desertør er en soldat, som nægter at kæmpe, eller flygter fra militærtjeneste.

## Straf
Desertering kan være et stort problem for en militærenhed, da det svækker strukturen og frem for alt moralen. Derfor straffes desertering også hårdt – i nogle lande, fx i USA, kan det give dødsstraf at desertere i krigstid. 
I Danmark straffes desertering med fængsel i op til 6 måneder i fredstid. I krigstid kan straffen dog være op til 10 års fængsel.
Strafferamme for desertering fastsættes i § 25 i den militære straffelov:
Den, der uberettiget fjerner sig fra tjenestestedet eller udebliver fra tjenesten, straffes i grove tilfælde for udeblivelse med bøde eller fængsel indtil 6 måneder.
Stk. 2. På samme måde straffes den, der forsætligt unddrager sig tjeneste ved at påføre sig sygdom eller legemsskade, foregive sygdom eller benytte andre midler, der er beregnet på at vildlede myndighederne.
Stk. 3.  Ved forsætlig udeblivelse kan straffen stige til fængsel i 3 år, når udeblivelsen er af særlig grov karakter, navnlig når gerningsmanden må antages at have til hensigt at udeblive permanent, eller når udeblivelsen har medført betydelig skade eller fare.
Stk. 4.  Under væbnet konflikt kan straffen ved forsætlig overtrædelse af stk. 1 og 2 stige til fængsel i 10 år.